# デルファイ法

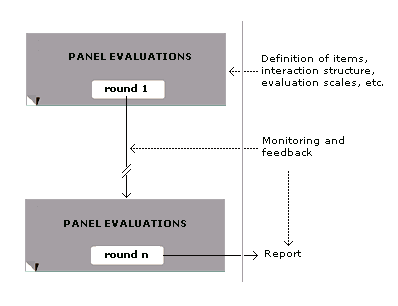
デルファイ法の手順

デルファイ法 (でるふぁいほう、英語: Delphi method , Delphi technique , [ˈdɛlfaɪ] DEL-fy; , Estimate-Talk-Estimate , ETE , デルフォイ法 )とは、専門家を含むグループによりアンケート回答/集約/修正を繰り返す手法を用いる分析方法である。もともとは「将来の予測」のために作られた。
データが体系的になり、回答をフィードバックで繰り返すのが特徴である 。一部の意見の影響を受けないように回答は無記名で行われる。
デルファイ法はビジネス予測にも広く使用されており、別の構造化された予測アプローチである予測市場に比べて一定の利点がある

。
なお、名前の由来は、デルポイの神託(デルファイの神託:Oracle of Delphi)に由来する。
出典
Wikipedia en:Delphi method 2021/09/23 00:00 (UTC)版から抜粋、翻訳、
ISO 31010  (#手順,#特徴で利用)

## 手法

### 原理
デルファイ法は、構造化された個人のグループからの予測（または決定）が、構造化されていないグループからの予測（または決定）よりも正確であるという原則に基づいている

。
1.回答、2.見直し、3.回答の修正を繰り返すことで、回答の範囲が狭まり、グループは「正しい」回答に向かって集約すると考えられる。

### 手順
手法は独自で改良されている場合が多いため、ここでは「ISO 31010」を基準として記載する。
1人以上の専門家を含む回答者グループとチームの管理者が必要となる。
管理者はアンケート作成と集計・要約を実施する。
専門家は各回答者からの回答の修正と要約をする。
手順は，次のとおりである。 
- 1. デルファイ法のプロセスを請け負い，管理するチームの結成
- 2. 回答者のグループの選定

回答者には最低1人以上の専門家を含める
- 3. 第一回目のアンケートの作成
- 4. アンケートの検証
- 5. 回答者個々へのアンケートの送付
- 6. 第一回目の回答で得られた情報を分析し，それらを統合して再度回答者に送付

専門家も匿名
匿名化のための処理
回答データの集約・体系化
- 7. 回答者が回答し，全員の合意を得るまで，(6～7)のプロセスを繰り返す。

単なる回答をするだけではなく、根拠を裏付ける理由や資料なども提供できる。
回答者は他の回答と照合し回答の修正をすることを推奨する。
プロセスの終了基準は、「全員の合意」以外にも過半数や回答回数などの「ある基準」でも良い　
- 8. 最終結果の記録

### 特徴
長所の例を，次に示す。
- 匿名性 : 匿名の見解なので，不評な意見でも表明しやすい。
- 平等性 : 全ての見解は重みが同一であり，威圧する人の問題が生じない。
- 成果 : 成果の所有権が得られる。
- 会合不要 : 同時に一つの場所に，人々が会する必要がない。

短所の例を，次に示す。 
- 多作業 : 労働集約型の作業であり，時間がかかる。
- 書面化 : 参加者は，自分の意見を書面にする必要がある。

### その他
- ミニ・デルファイ法

改良版で、対面式の会議での使用に適合させたもの。

## 主な特徴

### 匿名性と偏見排除
通常、すべての参加者(専門家も含む)は匿名のままである。
最終報告書が完成した後も、匿名のままになる。
匿名によるメリットは、「一部の参加者の意見だけが重視されることがなくなり自由に検討できる」ことである。
一部の参加者の権限、性格、または評判が、プロセスで他の参加者を支配することを防げる。
間違いなく、参加者を個人的な偏見から（ある程度）解放し、「バンドワゴン効果」または「ハロー効果」を最小限に抑え、意見の自由な表現を可能にし、オープンな批評を奨励し、以前の判断を修正する際には誤りの受け入れやすくなる。

### 回答編集と回答の構造化
専門家からの最初の貢献は、アンケートへの回答とこれらの回答へのコメントの形で収集される。
管理者は、情報を処理し、無関係な内容を除外することにより、参加者間の相互作用を制御する。
これにより、対面式の討論による悪影響が回避され、グループダイナミクスでの影響(少数意見が排除されやすい心理影響)が解決される。

### 定期的なフィードバック
デルファイ法では、参加者が他の人の反応や全体の進捗状況についてコメントしたり、自分の予測や意見をリアルタイムで修正したりすることができる。

## 歴史
デルファイ法は、冷戦の初めに、技術が戦争に与える影響を予測するために開発された
 
。
1944年、ヘンリーH.アーノルド将軍は、軍が使用する可能性のある将来の技術的能力に関する米陸軍航空隊の報告書の作成を命じた。
さまざまなアプローチが試みられたが、理論的アプローチ、定量的モデル、外挿などの従来の予測方法の欠点は、正確な科学法則がまだ確立されていない分野で、すぐに明らかになった。
これらの欠点に対処するために、デルファイ法は1950〜1960年代（1959）にProject RANDのメンバーの、Olaf Helmer、Norman Dalkey、およびNicholasRescherによって開発された

。
それ以来、Imen-Delphi法など、さまざまな修正や再定式化とともに使用されてきた

。

## 実績
デルファイ法の最初の応用は、科学技術予測の分野であった。
この方法の目的は、特定の技術の可能性と予想される開発時間に関する専門家の意見を単一の指標にまとめることであった。
1964年にゴードンとヘルマーによって作成された最初のそのような報告書の1つは、科学技術開発の長期的傾向の方向性を評価し、科学の進歩、人口管理、自動化、宇宙の進歩、戦争防止、兵器システムなどのトピックをカバーした。
テクノロジーの他の予測は、車両高速道路システム、産業用ロボット、インテリジェントインターネット、ブロードバンド接続、および教育におけるテクノロジーを扱っていた。
その後、デルファイ法は他の場所、特に経済動向、健康、教育などの公共政策の問題に関連する場所に適用された。また、ビジネス予測においても高精度に適用された。たとえば、Basu and Schroeder（1977）によって報告された1つのケースでは

、
デルファイ法は、最初の2年間の新製品の売上を、実際の売上と比較して3〜4％の不正確さで予測した。定量的手法では10〜15％の誤差が生じ、従来の非構造化予測手法では約20％の誤差が生じた。 （これはほんの一例である。技術的に全体的な精度はバラバラである。）